# Marokkanische Fußballnationalmannschaft (U-20-Männer)
Die marokkanische U-20-Fußballnationalmannschaft ist eine Auswahlmannschaft marokkanischer Fußballspieler. Sie unterliegt der Fédération Royale Marocaine de Football und repräsentiert sie international auf U-20-Ebene, etwa in Freundschaftsspielen gegen die Auswahlmannschaften anderer nationaler Verbände oder bei U-20-Afrikameisterschaften und U-20-Weltmeisterschaften.
Das beste Ergebnis bei einer Weltmeisterschaft erreichte die Mannschaft mit dem vierten Platz 2005 in den Niederlanden. Zuvor war sie 1977 in der Vorrunde und 1997 im Achtelfinale ausgeschieden.
Die Afrikameisterschaft konnte die Mannschaft 1997 im eigenen Land gewinnen. 1987 erreichte sie den dritten Platz, 2005 den vierten Platz.

## Teilnahme an U-20-Weltmeisterschaften
| 1977 | Vorrunde           |
| 1979 | nicht qualifiziert |
| 1981 | nicht qualifiziert |
| 1983 | nicht qualifiziert |
| 1985 | nicht qualifiziert |
| 1987 | nicht qualifiziert |
| 1989 | nicht qualifiziert |
| 1991 | nicht qualifiziert |
| 1993 | nicht qualifiziert |
| 1995 | nicht qualifiziert |
| 1997 | Achtelfinale       |
| 1999 | nicht qualifiziert |
| 2001 | nicht qualifiziert |
| 2003 | nicht qualifiziert |
| 2005 | 4. Platz           |
| 2007 | nicht qualifiziert |
| 2009 | nicht qualifiziert |
| 2011 | nicht qualifiziert |
| 2013 | nicht qualifiziert |
| 2015 | nicht qualifiziert |
| 2017 | nicht qualifiziert |
| 2019 | nicht qualifiziert |
| 2023 | nicht qualifiziert |
| 2025 | qualifiziert       |

## Teilnahme an U-20-Afrikameisterschaften
| 1979 | nicht qualifiziert |
| 1981 | nicht qualifiziert |
| 1983 | nicht qualifiziert |
| 1985 | nicht qualifiziert |
| 1987 | 3. Platz           |
| 1989 | nicht qualifiziert |
| 1991 | nicht qualifiziert |
| 1993 | nicht qualifiziert |
| 1995 | nicht qualifiziert |
| 1997 | Sieger             |
| 1999 | nicht qualifiziert |
| 2001 | nicht qualifiziert |
| 2003 | Vorrunde           |
| 2005 | 4. Platz           |
| 2007 | nicht qualifiziert |
| 2009 | nicht qualifiziert |
| 2011 | nicht qualifiziert |
| 2013 | nicht qualifiziert |
| 2015 | nicht qualifiziert |
| 2017 | nicht qualifiziert |
| 2019 | nicht qualifiziert |
| 2021 | Viertelfinale      |
| 2023 | nicht qualifiziert |
| 2025 | 2. Platz           |